# 1911 en combiné nordique
| Années du combiné nordique : 1908 - 1909 - 1910 - 1911 - 1912 - 1913 - 1914    |
| Décennies du combiné nordique : 1880 - 1890 - 1900 - 1910 - 1920 - 1930 - 1940 |

Cette page reprend les résultats de combiné nordique de l'année 1911.

## Festival de ski d'Holmenkollen
L'édition 1911 du festival de ski d'Holmenkollen a été remportée par le norvégien Johan Kristoffersen
suivi par ses compatriotes Knut Holst et Otto Tangen.

## Championnats nationaux

### Championnat d'Allemagne
Le champion d'Allemagne 1911 est Karl Böhm-Hennes (de).

### Championnat de Finlande
Les résultats du championnat de Finlande 1911 manquent.

### Championnat de France
Le Lieutenant Berge remporte le championnat de France 1911, organisé au Lioran.

### Championnat d'Italie
L'épreuve du championnat d'Italie 1911 a été annulée.

### Championnat de Norvège
Le championnat de Norvège 1911 se déroula à Hønefoss, sur le Livbakken.
Le vainqueur fut Knut Holst, suivi par Otto Tangen et Johan Kristoffersen.

### Championnat de Suède
Le championnat de Suède 1911 a distingué, comme l'année précédente, Ejnar Olsson, du club Djurgårdens IF.

### Championnat de Suisse
La septième édition du Championnat de Suisse de ski a eu lieu à Saint-Moritz.
Comme en 1906 et 1907, le titre revint à Eduard Capiti, qui pour l'occasion courait à domicile.